# Río Moloma
El río Moloma (del ruso: Моло́ма) es un río de Rusia, afluente por la derecha del río Viatka. Discurre por los óblasts de Vólogda y Kírov.

## Geografía
El Moloma nace en la parte norte de los montes Uvales septentrionales en la frontera entre el óblast de Vólogda y el óblast de Kírov a unos 190 m de altura. La fuente y un tramo de varios centenares de metros están en el óblast de Vólogda, antes de que gire en dirección este y sureste, adentrándose en el óblast de Kírov. El río cruza por un ancho valle el eje central de la cadena montañosa, tras lo que mantiene la dirección sur hasta que desemboca unos 8 km por encima de Kotélnich en el río Viatka.
Sus afluentes más importantes son el Volmanga, el Vondanka y el Kobra (por la derecha); y el Kuziug y el Shubriug.
Tiene una longitud de 419 km y riega una cuenca de 12.700 km². Su caudal medio a su paso por la localidad de Shchetinenki, es de 79.1 m³/s. Permanece generalmente congelado desde principios de noviembre a finales de abril.